# Pseudobrimus fossulatus
Pseudobrimus fossulatus là một loài bọ cánh cứng trong họ Cerambycidae.